# Šivaizem
Šivaizem je najstarešja veja hinduizma, katere pripadniki verujejo v boga Šivo. Šivaizem je ena od štirih največjih vej hinduizma poleg vej Šaktizem, Višnaizem in Smartizem. Verujoči se imenujejo šivaisti in verujejo, da bog Šiva predstavlja vse. Največ verujočih je v Indiji, Nepalu in na Šrilanki, pogosta pa je tudi na Maleziji, Singapuru in Indoneziji. Častilci verjamejo v samodisciplino, poduhovljenost in askezo.

## Zgodovina
Beseda Šiva izhaja iz pridevnika, ki pomeni prijazen, milostljiv, je bog odrešenja in pogube. Staro ime za boga je Rudra, omenjeno je v Vedah. Prve omembe in filozofija šivaizma segajo v leta 400-200pnš, besedilo se imenuje Shvetashvatara Upanishad.

## Niz reinkarnacij
Šivaisti verjamejo, da se človek po smrti znova rodi, ciklus rojstev in smrti se imenuje samsara. Simbolizira ga kolo z osmimi naperami, vsaka predstavlja en vidik življenja. Dejanja iz prejšnjih življenj imajo močan vpliv na sedanjost in prihodnost in človeku povzročijo tegobe in bolečino, to se imenuje karma. Dejanja iz preteklosti vplivajo na sedanjost, ta pa na prihodnost. Nizu reinkarnacij se lahko izognejo s končno osvoboditvijo, ki jo lahko odkrije zavest z modrostjo. Osvoboditev se imenuje mokša, ki pomeni svobodo.

## Čaščenje
Mantre se uporabljajo pri čaščenju, so duhovna besedila. Mantra v čast boga Šive se glasi: Om namah shivaya hare hare mahadeva.

### Mantra Mahamrityunjaya
Om tryambhakam yajamahe, sugandhim pushtivardhanam, 
urvarukamiva bandhanan, mrityor mukshiya maamritat.
Prevod: »O, Univerzalna Zavest, ki povečuje blaginjo, ki ima sladek vonj, ki osvobodi svet od vseh bolezni in smrti, osvobodi me. O, Šiva, daj mi nesmrtnost.«
— Rigveda (Rigveda Verse: mandala-7 sukt-59 mantra-12)